# Долгушин, Сергей Львович
Серге́й Льво́вич Долгу́шин (15 апреля 1955, Омск) — кандидат искусствоведения (1984), хоровой дирижёр, композитор, режиссёр, заведующий музыкальной частью Омского ТЮЗа (2003 - 2016), председатель Правления ОРОУ "Мир музыки" (1999 - 2022), член Союза театральных деятелей РФ (2011), Отличник народного просвещения (1988), лауреат премии Администрации Омской области за заслуги в развитии культуры и искусства (1996).

## Деятельность
С 1998—2001, 2008—2012 гг. доцент кафедры режиссуры факультета культуры и искусств Омского государственного университета им. Ф. М. Достоевского. Организатор в г. Омске межрегиональных (1999), российских (2001) и международных (2003) научно-практических конференций по проблемам творческого развития детей и молодежи. С 2002 г. учредитель и издатель ежегодного федерального сборника научных и методических статей «Актуальные проблемы отечественного музыкознания и музыкальной педагогики в новом тысячелетии». Учредитель в г. Омске региональных, межрегиональных, российских и международных педагогических семинаров для педагогов-музыкантов дошкольных, школьных и высших учебных заведений Российской Федерации по проблемам креативного развития детей в процессе музыкального полихудожественного образования. С 2002 г. руководитель регионального научно-экспериментального проекта по разработке и апробации в общеобразовательных школах г. Омска интегрированной программы по музыке «Мир музыки» для учащихся младших классов; с 2006 — средних классов (программа «Музыка моего отечества»). С 2004 г. — доцент кафедры теории и методики музыкально-эстетического воспитания Омского государственного педагогического университета. Прошёл профессиональную переподготовку:  АНО ДПО "Институт новых технологий и управления", Москва, 2019 (Сценарное мастерство); Институт современных технологий, управления и бизнеса, Москва, 2020 (Режиссёр кино и телевидения).
Композиторское творчество представлено различными жанрами, в том числе симфоническими (сюиты «Фауст», «Золушка» и др.), вокально-симфоническими (кантаты «Антигона», «Profundis»), камерно-инструментальными, вокальными и хоровыми произведениями, песнями для детей, музыкой для кино и телевидения. Особое место в творчестве занимает музыка для музыкального и драматического театра.
Сотрудничество композитора с Омским театром для детей и молодёжи (ТЮЗом) началось с 1989 года. За период с 1990 по 2013 гг. для Омского ТЮЗа С. Долгушиным написана музыка более чем к 30 спектаклям.
С. Долгушин плодотворно сотрудничает с российскими и зарубежными театральными режиссёрами, среди них: Д. Астрахан, В. Рубанов, И. Макаров, А. Горбатый, М. Калмыков, С. Розов, А. Слюсаренко, Ю. Фридман, В. Ветрогонов, А. Гончарук, А. Бабанова и др. (Россия), Ф. Эртенер (Турция), Ю. Шуберт (Германия), Х. Трентельман (Голландия) и пр.
Круг научных интересов включает проблемы музыкознания (история музыкальной культуры г. Омска дореволюционного периода, роль символического и практического значения музыкальных инструментов в мистических ритуалах народов мира, прикладная музыкальная органология), педагогика и психология музыкального творчества детей, в том числе в контексте полихудожественного образования (разработка новых технологий креативного развития).

## Награды
- Первый же спектакль «Конёк-Горбунок» (1990, реж. И. Макаров, Санкт-Петербург) в разное время получил многочисленные награды. Среди них:
  - Гран-при Международного фестиваля музыкальных спектаклей в Стамбуле/ Турция (1993, Омский ТЮЗ)
  - Гран-при Международного фестиваля детских спектаклей в г. Суботица / Югославия (1994, в сценической версии Санкт-Петербургского гос. академического театра комедии им. Н. П. Акимова, реж. И. Макаров).
- За создание музыки к спектаклям Омского ТЮЗа «Урфин» (реж. В. Рубанов, А. Горбатый), «Принц и нищий» (реж. И. Макаров) композитор был удостоен звания Лауреата премии Администрации Омской области за заслуги в развитии культуры и искусства (1996).

## Наиболее значимые публикации
- «Музыкальное воспитание и образование в дореволюционном Омске (1716—1917)» (монография, 1995)
- «Образ, цвет, звук» (монография, 2000)
- «Программа „Компьютерные технологии в музыке“ в контексте профессиональной подготовки будущих учителей музыки» («Вопросы музыкального образования и воспитания», сборник методических статей, 2004)
- «Мультимедиа. Информационные технологии в музыке» (учебно-методическое пособие, 2004)
- «Музыка моего Отечества. Русская музыкальная культура XIX века. Шестой класс общеобразовательной школы» (уч. пособие, 2006, ноты).

## Публикации научных и методических статей в разных изданиях
- К проблеме исследования истории становления детской исполнительской практики на музыкальных инструментах как одной из форм музыкального воспитания (с кратким обзором публикаций и архивных материалов): Вопросы музыкального воспитания и образования / Сост. и ред. С. Долгушин. — Омск: АДМЭВ, 1993. — СС. 5-17.
- Импровизация на элементарных музыкальных инструментах как один из видов продуктивного, творческого компонента музыкального мышления детей дошкольного возраста (из опыта экспериментальной работы по системе музыкального воспитания К. Орфа): Вопросы музыкального воспитания и образования / Сост. и ред. С. Долгушин. — Омск: АДМЭВ, 1993. — СС. 18-25.
- Детское музыкальное воспитание в России на рубеже веков // Мир музыки и дети: Тезисы I-ой межрегиональной научно-практической конференции по проблемам инновационных методов в общем и специальном музыкальном образовании. — Омск: АДМЭВ, 1999. — СС. 5-11.
- Роль синестетического метода в процессе работы над программным сочинением в экспериментальном классе композиции // Мир музыки и дети: Тезисы I -ой межрегиональной научно-практической конференции по проблемам инновационных методов в общем и специальном музыкальном образовании. — Омск: АДМЭВ, 1999. — СС. 44-11.
- К вопросу о синестетическом методе и его значении в формировании и развитии творческих способностей младших школьников в процессе элементарного музицирования / Общее музыкальное образование в спектре актуальных проблем современной педагогики: Сб. научных и методических статей. — Омск: АДМЭВ, 2000. — СС.105-114.
- Синестетический метод и его роль в креативном подходе к процессу музыкальной деятельности ребёнка/ Материалы Всероссийской научно-практической конференции: Новые технологии в музыкальном образовании. Ч.I. Изд-во ОмГУ, 2000. С. 57-65.
- Развитие креативных способностей младших школьников на уроках музыки в условиях специализированных классов / Материалы I-й Сибирской региональной научно-практической конференции: Развитие художественно-творческого потенциала личности в современных социокультурных условиях. Омск: Мир музыки, 2001. — СС. 32-60.
- Свободная ассоциативная импровизация как метод развития художественно-образного мышления детей в процессе музыкальной деятельности / Материалы I-ой Международной межвузовской научно-практической конференции: Музыкально-эстетическое образование в социокультурном развитии личности. Т.2. УрГПУ, 2001. СС. 82-84.
- Долгушин С. Л., Воробьева Л. В. Некоторые психологические аспекты развития креативности младших школьников в условиях экспериментальной программы «Мир музыки»/ Актуальные проблемы отечественного музыкознания и музыкальной педагогики в новом тысячелетии.- Омск: Мир музыки,2002.- СС.42-51.
- Проблемы и перспективы музыкального образования в Омске в контексте региональной концепции развития музыкального искусства / Материалы I-ой Сибирской международной научно-практической конференции: Музыка как художественное познание мира. Омск: Мир музыки, 2003.- СС. 9-20.
- Творческая самореализация личности студента в условиях апробации новых музыкально-педагогических технологий / Материалы I-ой Сибирской международной научно-практической конференции: Музыка как художественное познание мира. Омск: Мир музыки, 2003 — СС. 161—165.
- Программа «Компьютерные технологии в музыке» в контексте профессиональной подготовки будущих учителей музыки: Вопросы музыкального образования и воспитания /Сборник методических статей.- Омск: Мир музыки, 2004. — СС. 9-23.
- К вопросу об исследовании символического и прикладного значения музыкальных инструментов в мистических культах и ритуалах Древней Греции и Египта: Музыка и ритуал: структура, семантика, специфика / Новосибирская государственная консерватория (академия) им. М. И. Глинки: Римский университет «Тор Вергата» — Новосибирск, 2004. — СС. 453—464.
- Организационно-педагогические условия развития творческих способностей дошкольников в процессе музыкальных занятий: Актуальные проблемы музыкального образования школьников / Сборник статей студентов и преподавателей музыкального отделения факультета искусств ОмГПУ и педагогического колледжа № 3 г. Омска. Вып. 4. — Омск: ОмГПУ, 2004 — СС. 18-28.
- Развитие творческой активности младших школьников в процессе полихудожественной деятельности: Материалы Всесоюзной научно-практической конференции «Художественное образование: инновации и традиции» (9-10 ноября 2004). Ч.1. — Пермь, 2004. — СС.127-133.
- К проблеме музыкального воспитания детей в семейном социуме: Актуальные проблемы отечественного музыкознания и музыкальной педагогики в новом тысячелетии. Вып. 3. — Омск: Мир музыки, 2005. — СС. 82-90.
- Синектика как метод развития эвристического мышления младших школьников на уроках музыки / Наследие О. А. Апраксиной и музыкальное образование в XXI веке: Материалы межрегиональной научно-практической конференции с международным участием (16-17 ноября, Москва) — М., 2006. — СС. 241—243.
- Развитие креативности младших школьников в условиях компьютеризации музыкально-образовательного процесса / Теория и практика применения информационных технологий в искусстве, культуре и музыкальном образовании: Материалы Международной интернет-конференции (3-23 апреля 2006) — Екатеринбург: Рос. гос. проф.-пед. ун-т, 2006. — СС.27-39.
- Стилевое воспитание младших подростков на уроке музыки в условиях полихудожественного подхода (по результатам исследования) // Актуальные проблемы отечественного музыкознания и музыкальной педагогики в новом тысячелетии. Вып.4: Сб. науч. и метод. Ст. / Ред.-сост. П. З. Феттер — Омск: Мир музыки, 2007. — СС. 69-82.
- К проблеме информатизации музыкального образования // Художественное образование в современных социокультурных условиях: проблемы и перспективы: Материалы Открытой городской научно-практической конференции (22-23 ноября 2007 года, г. Омск) — Омск: Мир музыки, 2007. — СС.163-167.
- Активизация познавательной деятельности учащихся на интегрированных уроках музыки с использованием средств мультимедиа (по результатам экспериментального исследования) / Новые информационные технологии в образовании: Материалы международной научно-практической конференции, Екатеринбург, 26-28 февраля .: В 2 ч. // Рос. Гос. проф.-пед. ун-т. Екатеринбург, 2008. Ч.2.- СС. 56-58.
- Кейс-метод в свете инновационных подходов к художественному образованию // Художественное образование в культурном пространстве Омского региона: Материалы Второй открытой городской научно-практической конференции. — Омск: Мир музыки, 2010. — СС. 320—324.
- Феттер П. З., Долгушин С. Л. Омск музыкальный и музыкально-педагогический: Между прошлым и будущим Актуальные проблемы отечественного музыкознания и музыкальной педагогики в новом тысячелетии. Вып.5: Сб. науч. и метод. Ст. / Ред.-сост. П. З. Феттер — Омск: Мир музыки, 2011. — СС. 63-70.
- Организация самостоятельной работы студентов педагогического колледжа с использованием информационно-коммуникативных технологий в музыкально-образовательном процессе // Возможности образовательной среды по формированию позитивного социального опыта воспитанников (обучающихся): Материалы II Межрегиональной заочной научно-практической конференции (17 декабря 2012, Омск) — Омск: Омское РО ООО «ВПС», 2012. — СС. 20-27.
- Konstanty Wolicki: lata wygnania syberyjskiego // Polacy w Rosji: Miedzynarodowa konferencia naukowo-praktyczna. — Warszawa: Art Polonia, 1994. — SS. 17-20.

## Музыка для детей в нотных изданиях
- Песни и хоры для детей школьного возраста. Омск: АДМЭВ, 1997. В настоящий сборник вошли: Четыре хора на стихи С. Журавлева («Бурундук», «Ёж и ёрш», «Крокодилы», «Петушки»), Три хора на стихи Г. Кружкова («Ва-Ва и Ва-Ва-Ва», «Упрямая песенка», «Дотошный старичок»), «Песенка о верблюдах» (сл. А. Усачёва).
- «Когда я был малышом». Избранные хоры и песни. Омск: АДМЭВ, 1997. Сборник составили хоры и песни из музыкальных и драматических спектаклей: Фрагменты хоровой оперы «Слонёнок пошёл учиться» (сл. Д. Самойлова), «Песня друзей», «Песенка дядюшки Чарли» (из мюзикла «Урфин», сл. С. Оленберга), Три номера из оперетты для детей «Зайка-зазнайка» (сл. С. Михалкова), Песня Белоснежки (из музыки к сп. «Белоснежка и семь гномов», сл. А. Пичугина), Песня Ивана (из музыкальной постановки «Конек-Горбунок», сл. П. Ершова).
- Музыка из спектаклей в переложении для фортепиано. Вып. I. Омск: АДМЭВ, 1998. Содержание сборника: «Регтайм» (из оп. «Слоненок пошел учиться»), «Регтайм» (из оперетты «Зайка-зазнайка»), «Вальс» (из музыки к сп. «Сон в летнюю ночь». Перел. для 2-х ф-но авт.), Танец обезьян (из танцевального дивертисмента к оперетте И. Кальмана «Баядера». Перел. для 2-х ф-но авт.).
- Сборник песен и хоров в сопровождении фортепиано «Что такое музыка?» (Омск: Мир музыки, 2006). В него вошли около 20 ранее не опубликованных произведений для детей младшего и среднего школьного возраста (Омск: Мир музыки, 2006). Среди них: «Что такое музыка?», «Песенка о крокодилах», «Песня о дружбе» (из мюзикла «Три крокодила», сл. А. Кондратьева, С. Симбирцева), «Сказка» (сл. Аспазия, русск. текст Н. Королёвой), «Иван Торопышкин» (сл. Д. Хармса), «Классная история» (сл. А. Барто), «Художник и музыкант» (сл. С. Симбирцева) и др.

## Музыка к спектаклям Омского ТЮЗа (1990—2012)
1990
- П. Ершов «Конёк-Горбунок», музыкальная сказка. (Реж.- Илья Макаров, Санкт-Петербург).

1991
- В. Пугач «Доктор Фауст и его договор с чёртом». (Реж.- Илья Макаров, Санкт-Петербург).
- А. П. Чехов «Вишнёвый сад». (Реж.- Владимир Рубанов).
- И. А. Крылов «В гостях у дедушки Крылова», музыкальный спектакль. (Реж.- Владимир Семионичев, Санкт-Петербург).
- Ж. Ануй «Антигона». (Реж.- Михаил Калмыков, Москва).

1992
- Е. Шварц «Золушка». (Реж.- Владимир Рубанов, Омск).
- А. Н. Островский «Доходное место». (Реж.- Владимир Рубанов, Омск).

1993
- М. Бартенев «Синяя борода». (Реж.- Илья Макаров, Санкт-Петербург).
- Э. Эртенер «Кто самый сильный?» (Реж.- Файк Эртенер, Турция/Стамбул).
- В. Рубанов «Горящий светильник», по произведениям О’Генри. (Реж.- з.д.и. РФ В. Рубанов, Омск).

1994
- Э. Т. А. Гофман «Принцесса Пирлипат», театральная фантазия по сказке «Щелкунчик и мышиный король». (Реж.- Андрей Горбатый, Санкт-Петербург).
- М. Бартенев, Ю. Шуберт «Сокровище заколдованного замка», по сказке братьев Гримм. (Реж.- Ютта Шуберт).

1995
- В. Ежов, Г. Чухрай «Алёша». (Реж.- з. д.и. РФ Владимир Рубанов, Омск).
- И. и Я. Златопольские «Братец кролик и К». (Реж.- Александр Григорьянц, Санкт-Петербург).

1996
- М. Твен, И. Макаров «Принц и нищий». (Реж.- Илья Макаров, Санкт-Петербург).
- Э. де Филиппо, И.Макаров «Цилиндр». (Реж.- з. д.и. РФ Владимир Рубанов, Омск).
- Х. Трентельман «Кас, Карс и Казимир». (Реж.- Ханс Трентельман, Голландия).
- С. Долгушин «Урфин», мюзикл. Реж.- з. д.и. РФ Владимир Рубанов, (Омск), Андрей Горбатый (Санкт-Петербург).

1997
- Л. Устинов, О.Табаков «Белоснежка и семь гномов». (Реж.- Анна Шевчук, Санкт-Петербург).
- С.Долгушин «Зайка-зазнайка», оперетта для детей. (Реж.- Александр Гончарук).

1998
- М. Бартенев «Мальчик-с-пальчик и его родители». (Реж.- Сергей Розов, Москва).
- А. Вигано «Золушки». (Реж.- з. д.и. РФ Владимир Рубанов, Омск).

2000
- А. Н. Островский «Не всё коту масленица». (Реж.- Анатолий Слюсаренко, Геленджик).
- А. Файко «Вечерний плен». (Реж. — Анатолий Слюсаренко, Геленджик).
- В. Сигарёв «Семья Вурдалака». (Реж.- Виктор Колодко, Омск).

2001
- С. Долгушин «Любовь к трём апельсинам», мюзикл. (Реж.- Юрий Фридман, Москва).

2003
- В. Акунин «Пиковый валет». (Реж.- Владимир Ветрогонов, Омск).
- М. Бартенев «Новогодний вальс», музыкальный спектакль. (Реж.- з.а. РФ Александр Гончарук, Омск).

2004
- А. Звонов «Репка», по мотивам русск. народ. сказки. (Реж.- Анатолий Звонов, Омск).

2005
- В. Коростылёв «Африканское путешествие доктора Айболита». (Реж.- з. д.и. РФ Алла Полухина, Белоруссия/Минск).

2006
- «Женщина! Вспомни бессмертную душу!..» Моноспектакль Елены Арман (Омский ТЮЗ).

2007
- Л. Герш «Эти свободные бабочки». (Реж.- Сергей Тимофеев, Омск).

2008
- Е. Буханов «Необычайный концерт или Новый год в лесу». (Реж.- Владимир Ветрогонов, Омск).

2009
- Н. Эрдман «Самоубийца». (Реж.- Владимир Ветрогонов, Омск).

2010
- «Про слона Хортона», мюзикл. Либретто: В.Жук, Л. Орлянская. (Реж.- Владимир Ветрогонов, Омск).

2011
- Н. Шестаков «Финист Ясный сокол», совместно с В. Шаинским (Реж.- Анна Бабанова, Омск).

2012
- В. Ольшанский «Принцесса Кру» (Реж. — Борис Гуревич, Санкт-Петербург).

## Музыка к спектаклям других театров России и ближнего зарубежья (1991—2013)
1991
- П. Ершов «Конек-Горбунок». (Реж.- Илья Макаров, Ленинградский (ныне Санкт-Петербургский) театр Комедии им. Н. П. Акимова).

2010
- Э. Т. А. Гофман «Принцесса Пирлипат», театральная фантазия по сказке «Щелкунчик и мышиный король». (Реж.- Андрей Горбатый, Одесский ТЮЗ, Украина).

2012
- П. Ершов «Конек-Горбунок», музыкальная сказка. (Реж.- з. д.и. РФ Владимир Рубанов, Екатеринбургский ТЮЗ, 2012).
- Н. Шестаков «Финист Ясный сокол» (Реж.- Анна Бабанова, Новосибирский молодёжный театр «Глобус»).

2013
- Я. Пулинович «Очи черные» (Реж.- Анна Бабанова, Курганский государственный театр драмы).
- А. Н. Островский «Доходное место» (Реж. — Дмитрий Астрахан, Санкт-Петербургский ТЮЗ им. А. А. Брянцева, 2013).

2017
- М. Бартенев «Снегурушка», музыкальная сказка (Реж. — з.а. РФ Александр Гончарук, ТОП-театр, г. Омск).
- «Очи черные» Инсценировка Я. Пулинович повести «Яма» А. Куприна (ГАРД им. А. С. Пушкина, г. Якутск, Республики Саха).

2021
- А. Н. Островский «Доходное место» (Реж. — Д. Астрахан, Московский театр «Ленком Марка Захарова»).

## Музыка к фильмам
2022
- «Дела сердечные», д/ф (Реж.- сцен. — Ю. Баженов)

2023
- Часы для Веры, х/ф (Реж.-сцен. — Макс Гор), ИСС Арт Медиа, Омск